# EHF Liga prvaka 1995./96.
Ovo je 36. izdanje elitnog europskog klupskog rukometnog natjecanja. Nakon tri kruga kvalifikacija osam momčadi raspoređenih u dvije skupine igra turnir. Iz svake skupine prva momčad ide u završnicu. Hrvatski predstavnik Zagreb ispao je u skupini.

## Završnica
- Barcelona -  Elgorriaga Bidasoa 23:15, 23:23

- europski prvak:  Barcelona (drugi naslov)

## Vanjske poveznice
- Opširnije